# Curimatopsis sabana
Curimatopsis sabana — вид харациноподібних риб родини куриматових (Curimatidae). Описаний у 2020 році.

## Назва
Назва виду C. sabana походить від екорегіону Гран-Сабана.

## Поширення
Ендемік Венесуели. Поширений у річках Карапо та Парагуа, притоках річки Кароні, правої притоки Оріноко на південному сході країни.

## Опис
Дрібна рибка, завдовжки 36-45 мм.